# ¿Quién Es La Máscara?
¿Quién Es La Máscara? é um talent show mexicano produzido e exibido pela Televisa. É a versão mexicana do formato original sul-coreano King of Mask Singer, criado por Seo Chang-man. O programa estreou originalmente em 25 de agosto de 2019 no canal Las Estrellas.
Neste programa, celebridades de todas as áreas são mascaradas de um personagem, escondendo assim a sua identidade real dos outros concorrentes, do júri e do público, a cada episódio um ou mais personagens são eliminados e revelam sua identidade até que só sobre um vencedor.

## Elenco
| Omar Chaparro       | ● | ● |   | ● | ● | ● |
| Adrián Uribe        |   |   | ● |   |   |   |
| Co-apresentador(es) |   |   |   |   |   |   |
| Natalia Téllez      | ● | ● |   |   |   |   |
| Alan Estrada        |   |   | ● |   |   |   |
| Marisol González    |   |   |   | ● | ● | ● |
| Kiara Liz Ortega    |   |   |   |   |   | ● |
| Investigadores      |   |   |   |   |   |   |
| Consuelo Duval      | ● | ● |   |   |   |   |
| Adrián Uribe        | ● |   |   |   |   |   |
| Carlos Rivera       | ● | ● | ● | ● | ● | ● |
| Yuri                | ● | ● | ● | ● | ● |   |
| Juanpa Zurita       |   | ● | ● | ● | ● | ● |
| Mónica Huarte       |   |   | ● |   |   |   |
| Galilea Montijo     |   |   |   | ● |   |   |
| Martha Higareda     |   |   |   |   | ● | ● |
| Anahí               |   |   |   |   |   | ● |

## Temporadas
| Temporada | Estreia               | Final                  | Episódios | Vencedor(a)                           | 2.º lugar                             | Outro(s) finalista(s)                     | Outros participantes por ordem de eliminação | Total |
| --------- | --------------------- | ---------------------- | --------- | ------------------------------------- | ------------------------------------- | ----------------------------------------- | --- | ----- |
| 1         | 25 de agosto de 2019  | 13 de outubro de 2019  | 8         | Vadhir Derbez "Camaleón"              | Patricia Manterola "Lechuza"          | Mario Bautista "Cebra"                    | Johnny Lozada – "Ciervo" Moisés Muñoz – "Gallo" Alejandro Suárez – "Panda" Claudio Yarto – "Abejorro" Laureano Brizuela – "Águila" Stephanie Cayo – "Pez" Rocío Banquells – "Catrina" Ilse Olivo – "Gato" José Manuel Figueroa – "Marciano" Alan Ibarra – "Minotauro" Regina Blandón – "Zorro" Natalia Sosa – "Conejo" Michelle Rodríguez – "Monstruo" | 16    |
| 2         | 11 de outubro de 2020 | 13 de dezembro de 2020 | 10        | María León "Disco Ball"               | Paty Cantú "Mapache"                  | Edén Muñoz "Oso Polar"                    | Poncho de Nigris – "Monstruo" Mariana Seoane – "Ratón" Marjorie de Sousa – "Banana" Dulce – "Medusa" Nath Campos – "Lele" Braulio Luna – "Tortuga" Rommel Pacheco – "Duende" Christian Chávez – "Pantera" Arath de la Torre – "Xolo" El Escorpión Dorado – "Cerbero" Alan Estrada – "Jalapeño" Mane de la Parra – "Quetzal" Cassandra Navarro – "Unicornio" Laura Flores – "Elefante" Jesse Huerta – "Zombi"                                                                           | 18    |
| 3         | 10 de outubro de 2021 | 19 de dezembro de 2021 | 10        | Kalimba "Apache"                      | Gala Montes "Gitana"                  | Emilio Osorio "La Hueva"                  | Mauricio Garza – "Brócoli" Paola Espinosa – "Caracol" Ricardo El Finito López – "Perro Callejero" Kunno – "Caperuza" Adriana Monsalve – "Hormiga Reina" Faisy – "Zarigüeya" Emmanuel Palomares – "Jocho" Lorena Herrera – "Sirena" María del Sol – "Monstruo de las Nieves" Carlos Ponce – "Búho" Noel Schajris – "Sapo" Dulce María – "Leona" Sandra Echeverría – "Androide" Tatiana – "Carnívora" Erik Rubín – "Perezoso"                                                            | 18    |
| 4         | 16 de outubro de 2022 | 18 de dezembro de 2022 | 10        | JNS "Huacal"                          | Ana Bárbara "Alebrije"                | Ricardo Margaleff "Bunch"                 | Lele Pons – "Pulpo" Mariana Juárez – "Escoba" Adrián Uribe – "Rey Egipcio" Pee Wee – "Cornelio" Litzy – "Alfiletero" Fernando Carrillo – "Cactus" Diego Schoening – "Bot" José Ron – "Jinete" Fernanda Meade – "Dálmata" Pablo Montero – "Elvestruz" Beto Cuevas – "Grafiti" Irán Castillo – "Geisha" Román Torres – "Kid Bengala" Biby Gaytán – "Triki" Edson Zúñiga y "El Compayito" – "Koaláctico"                                                                                  | 18    |
| 5         | 15 de outubro de 2023 | 19 de dezembro de 2023 | 10        | Bárbara de Regil "Puercoespunk"       | Carlos Baute "José Ramonstruo"        | Gabriel Montiel "Werevertumorro" "Jaguar" | Mimí – "Milagrito" Cristián de la Fuente – "Girasol" Jorge "Coque" Muñiz – "Balero" Lorena de la Garza – "Hechicera" Drake Bell – "Bebé Alien" Nicola Porcella – "Pixel Boy" Ernesto D'Alessio – "Namasté" Daniel Elbittar – "Sardinas" Chantal Andere – "Avispa" Grupo Magneto – "Carritos Chocones" Kika Edgar – "Bombona" Mariazel – "Hada" Alejandra Espinoza – "Llama" Paul Stanley – "Dientes" Ivonne Montero – "Pastelito" Yordi Rosado – "Huesos"                              | 19    |
| 6         | 20 de outubro de 2024 | 22 de dezembro de 2024 | 10        | Armando Hernández "Freddie Verdury"   | Galilea Montijo "Cacahuate Enchilado" | Daniela Luján "Huesito Peligroso"         | Marta Sánchez – "Tucán" Marko – "Micrófono" El Fantasma – "Erik El Roto" Cynthia Urías – "María Joacuina" Samy Rivers – "Maraña" Majo Aguilar – "Pony" Martín Ricca – "Chepino Langostino" Manelyk González – "Dale Dale" Sara Maldonado – "Orni" María Elena Saldaña – "Ricardilla" Irina Baeva – "Camilo Mandrilo" Ninel Conde – "Azul" Alejandro de la Madrid – "Pepe Nador" Edwin Luna – "Venustiano" Samo – "Robotso" Yeri Mua – "Tutupótama" Ana Brenda Contreras – "Ranastacia" | 20    |
| 6         | 20 de outubro de 2024 | 22 de dezembro de 2024 | 10        | Galilea Montijo "Cacahuate Enchilado" | Armando Hernández "Freddie Verdury"   | Daniela Luján "Huesito Peligroso"         | Marta Sánchez – "Tucán" Marko – "Micrófono" El Fantasma – "Erik El Roto" Cynthia Urías – "María Joacuina" Samy Rivers – "Maraña" Majo Aguilar – "Pony" Martín Ricca – "Chepino Langostino" Manelyk González – "Dale Dale" Sara Maldonado – "Orni" María Elena Saldaña – "Ricardilla" Irina Baeva – "Camilo Mandrilo" Ninel Conde – "Azul" Alejandro de la Madrid – "Pepe Nador" Edwin Luna – "Venustiano" Samo – "Robotso" Yeri Mua – "Tutupótama" Ana Brenda Contreras – "Ranastacia" | 20    |